# 榊田敬二
榊田 敬二（、1900年〈明治33年〉1月15日 - 没年不詳）は、日本の俳優。本名・旧芸名は榊田 敬治（読み同じ）。おもに現代劇に出演し、戦後は東宝特撮に多く出演。

## 人物・来歴
1900年（明治33年）1月15日、秋田県仙北郡大曲町に生まれる。
東京に移り、旧制・赤坂中学校（現在の日本大学第三高等学校）を卒業後、1921年（大正10年）10月、高田馬場に撮影所を持つ小松商会に入社し、『熱火の狼』に出演し、満21歳で映画界にデビューした。1923年（大正12年）9月1日の関東大震災の後、京都に移り、日活大将軍撮影所に入社、1924年（大正13年）7月4日に公開された三枝源次郎監督の『民族の黎明』に出演している。同撮影所での出演記録は不明であるが、1926年（大正15年）早々までには東京に移り、高松豊次郎のタカマツ・アズマプロダクションの作品に出演。同年1月22日に公開された山本嘉次郎および横田豊秋（のちの俳優宇留木浩）の共同監督による『男児一諾』に出演しているが、同作の製作は「マキノ・プロダクション東京撮影所」（マキノ東京派）、実体は「タカマツ・アズマプロダクション」である。1927年（昭和2年）秋には京都に戻り、日活大将軍撮影所で脇役を務めている。
1930年（昭和5年）、太秦撮影所を使用していた帝国キネマ演芸に移籍し、同年11月20日に公開された高見貞衛監督の『素晴らしい奴』などに出演したが、同社は翌1931年（昭和6年）8月28日に新興キネマに改組されたため、榊田は、この新会社に継続入社する。1935年（昭和10年）12月末、太秦帷子ヶ辻中開町（現在の右京区太秦堀ヶ内町）に、牧野省三の長男であるマキノ正博がトーキーのための新しい撮影所を建設した新会社、マキノトーキー製作所を設立、これに参加する。同社は1937年（昭和12年）4月に解散するが、榊田は前年中に東京に移り、P.C.L.映画製作所に参加、1937年（昭和12年）9月10日に合併して設立された東宝映画に継続入社。これを機に従来本名を用いていたが、芸名を「榊田 敬二」とする。
第二次世界大戦が終結した1945年（昭和20年）8月15日以降も、東宝争議以降も、東宝に所属し、多くの作品に出演を続けた。満62歳を迎えた1962年（昭和37年） - 1965年（昭和40年）の間は、ペースをダウンして休業した。満68歳を迎え、1968年（昭和43年）6月8日に公開された森谷司郎監督の『首』を最後に引退したが、1975年（昭和50年）3月15日に公開された本多猪四郎監督の『メカゴジラの逆襲』まで、端役で出演した。

## エピソード
東宝の俳優であった加藤茂雄よれば、榊田はタバコを自分で買わず、秋田弁で「タンバコくれ」と言って貰いタバコをしていたといい、仲間内では「タンバコくれ」とあだ名されていたが、本人は気にもとめていなかったという。一方で、役者としては黒澤明が使い所を心得て大変な役どころにあてていたと評している。

## フィルモグラフィ
すべてクレジットは「出演」である。東京国立近代美術館フィルムセンター（NFC）所蔵などの上映用プリントの現存状況についても記す。同センターなどに所蔵されていないものは、とくに1940年代以前の作品についてはほぼ現存しないフィルムである。

### 初期
- 『熱火の狼』 : 製作・配給小松商会、1921年公開[5]
- 『民族の黎明』 : 監督三枝源次郎、製作日活大将軍撮影所、配給日活、1924年7月4日公開[5]

### タカマツ・アズマプロダクション
特筆以外はすべて製作・配給はタカマツ・アズマプロダクションである。
- 『男児一諾』 : 監督山本嘉次郎・横田豊秋、製作マキノ・プロダクション東京撮影所、配給マキノ・プロダクション、1926年1月22日公開 - 執事大野
- 『燃ゆる情魂 前篇』 : 監督友成用三、1926年2月19日公開 - 執事
- 『燃ゆる情魂 後篇』 : 監督友成用三、1926年2月26日公開 - 執事
- 『母に誓ひて』 : 監督山本嘉次郎、1926年4月3日公開 - 秋田のベン（乾分）
- 『銅銭会事変』 : 監督横田豊秋、1926年7月1日公開 - 用人
- 『黄門漫遊記』 : 監督高松操、1926年10月3日公開 - 渥美格之進
- 『マツダ映画小品集 「雲」』 : 監督山本嘉次郎、1926年製作・公開 - 泥棒
- 『陽炎の舞』 : 監督友成用三、1927年製作・公開 - 探偵狂

### 日活大将軍撮影所
すべて製作は日活太秦撮影所、配給は日活である。
- 『喧嘩』 : 監督東坊城恭長、1927年11月25日公開 - 洋食屋の勝助
- 『沈み行く人魚』 : 監督畑本秋一、1928年6月8日公開 - 若い紳士
- 『奮戦王』 : 監督浅岡信夫、1928年12月31日公開 - 正木製薬社員
- 『生ける人形』 : 監督内田吐夢、1929年4月19日公開

### 帝国キネマ演芸
すべて製作・配給は帝国キネマ演芸である。すべて「榊田敬治」名義である。
- 『野獣群』 : 監督木村恵吾、1930年9月15日公開[5]
- 『素晴らしい奴』 : 監督高見貞衛、1930年11月20日公開
- 『我が子我が母』 : 監督民門敏雄、1931年4月22日公開[5]
- 『都会病患者』 : 監督木村荘十二、1931年6月3日公開[5]

### 新興キネマ
特筆以外すべて製作・配給は新興キネマである。すべて「榊田敬治」名義である。
新興キネマ
- 『最後の審判』 : 監督印南弘、1931年10月4日公開 - 木村訓導
- 『ガラマサどん』 : 監督木村恵吾、1931年11月5日公開 - 松本
- 『噂の女』 : 監督木村恵吾、1931年12月19日公開 - 写真師
- 『姉』 : 監督高見貞衛、1931年12月24日公開 - 佐藤家の使用人
- 『丸の内五人女』 : 監督曾根純三、1931年12月31日公開 - 社会部長
- 『鉄の花環 前篇 暴風を呼ぶもの』 : 監督曾根純三、1932年1月14日公開 - 松雄
- 『鉄の花環 後篇 相寄る魂』 : 監督曾根純三、1932年2月4日公開 - 松雄
- 『満州行進曲』 : 監督川浪良太、1932年3月3日公開 - 志戸一等兵
- 『エンコの六』 : 監督曾根純三、1932年3月24日公開 - イデオロギーの鉄
- 『満州娘』 : 監督渡辺新太郎、1932年6月10日公開 - 相沢静夫
- 『姿なき怪盗 前篇』 : 監督曾根純三、1932年9月22日公開 - 尾形稔
- 『満蒙建国の黎明』 : 監督溝口健二、製作入江プロダクション・中野プロダクション・新興キネマ、配給新興キネマ、1932年9月29日公開 - 李石常
- 『太陽の娘』 : 監督渡辺新太郎、1932年10月6日公開 - 事務員・林
- 『姿なき怪盗 後篇』 : 監督曾根純三、1932年11月17日公開 - 尾形稔
- 『よみがえる暁』 : 監督渡辺新太郎、1932年12月1日公開 - 文士水上
- 『街の青空』 : 監督木村恵吾、1933年2月3日公開 - 尾形の乾分
- 『間貫一』 : 監督木村恵吾、1933年5月11日公開 - 運転手
- 『紙芝居』 : 監督寿々喜多呂九平、1933年5月21日公開 - 武
- 『ゴトク倶楽部』 : 監督上野信二郎、1933年10月8日公開 - 甚太の父
- 『やどり木』 : 監督寿々喜多呂九平、1933年12月27日公開 - 国井彦弥
- 『愛のゴーストップ』 : 監督上野信二郎、1934年2月8日公開 - 風野
- 『心の波止場』 : 監督阿部豊、1934年2月15日公開 - 岩田老人
- 『河の上の太陽』 : 監督内田吐夢、1934年5月17日公開
- 『牧場の兄弟』 : 監督木村恵吾、1934年5月31日公開 - 巡査
- 『男の掟』 : 監督田中重雄、1934年7月14日公開 - お美津の伯父
- 『前科もの二人女』 : 監督石田民三、1934年7月31日公開 - 望月輝太郎
- 『巨人街』 : 監督田中重雄、1934年9月13日公開 - 小林先生
- 『子を持つ処女』 : 監督上野真嗣、1934年11月8日公開 - 周平

新興キネマ東京撮影所
- 『春姿娘道中』 : 監督東坊城恭長、製作新興キネマ京都撮影所、配給新興キネマ、1935年1月10日公開 - 赤尾先生
- 『釣鐘草』 : 監督川手二郎、1935年4月3日公開 - 美津子の伯父
- 『ヒュッテの一夜』 : 監督落合吉人・西鉄平、製作新興キネマ京都撮影所、配給新興キネマ、1935年4月11日公開 - 信次の父
- 『女の友情』 : 監督村田実、1935年4月18日公開 - 近藤博士
- 『自活する女』 : 監督青山三郎、1935年5月30日公開 - 商事会社社長・芳原伝蔵
- 『女流探訪記者』 : 監督久松静児、1935年10月3日公開 - 符老人
- 『突破無電』 : 監督村田実、製作高田プロダクション（高田稔）、配給新興キネマ、1935年10月15日公開 - 藤丸船長

### マキノトーキー製作所
特筆以外すべて製作は「マキノトーキー製作所」、配給は「千鳥興行」である。すべて「榊田敬治」名義である。
- 『無鉄砲選手』 : 監督根岸東一郎、1935年製作・公開 - 巡査部長、15分の部分が現存（NFC所蔵[11]）
- 『涯てなき航路』 : 監督田丸重雄、1936年製作・公開
- 『鋪道の囁き』（戦後公開題『思い出の東京』） : 監督鈴木傳明、製作加賀ブラザースプロダクション（加賀四郎）、1936年製作、1946年6月27日公開 - 新聞記者B、84分尺で現存（NFC所蔵[11]）

### P.C.L.映画製作所
すべて製作は「P.C.L.映画製作所」、配給は「東宝映画」である。すべて「榊田敬治」名義である。
- 『兄いもうと』 : 監督木村荘十二、1936年6月21日公開 - 郵便屋、70分尺で現存（NFC所蔵[11]）
- 『エノケンのちゃっきり金太 前篇 第一話 まゝよ三度笠の巻 第二話 行きはよいよいの巻』 : 監督山本嘉次郎、1937年7月11日公開
- 『エノケンのちゃっきり金太 後篇 第三話 帰りは怖いの巻 第四話 まてば日和の巻』 : 監督山本嘉次郎、1937年8月1日公開

### 東宝映画東京撮影所
特筆以外すべて製作は「東宝映画東京撮影所」、配給は「東宝映画」である。特筆以外すべて「榊田敬二」名義である。
- 『たそがれの湖』 : 監督伏水修、「榊田敬治」名義、1937年12月21日公開 - 昆虫博士（生物家者）
- 『阿部一族』 : 監督熊谷久虎、製作東宝映画東京撮影所・前進座、配給東宝映画、「榊田敬治」名義、1938年3月1日公開 - 家老、105分尺で現存（NFC所蔵[11]）
- 『巨人伝』 : 監督伊丹万作、1938年4月11日公開 - 寺男、127分尺で現存（NFC所蔵[12]）
- 『鶴八鶴次郎』 : 監督成瀬巳喜男、「榊田敬治」名義、1938年9月29日公開 - 観客、88分尺で現存（NFC所蔵[11]）
- 『鶯』 : 監督豊田四郎、製作東京発声映画製作所、配給東宝映画、「榊田敬治」名義、1938年11月9日公開 - 出札係、71分尺で現存（NFC所蔵[11]）
- 『武道千一夜』 : 監督滝沢英輔、1938年12月11日公開 - 書役宇兵衛
- 『浪人吹雪』 : 監督近藤勝彦、1939年1月11日公開[5]
- 『美はしき出発』 : 監督山本薩夫、1939年2月21日公開[5]
- 『娘の願は唯一つ』（『娘の願ひは唯一つ』） : 監督斎藤寅次郎、1939年3月14日公開、36分尺で現存（NFC所蔵[11]）
- 『忠臣蔵 前篇』 : 監督滝沢英輔、1939年4月21日公開 - 月岡治左衛門
- 『忠臣蔵 後篇』 : 監督山本嘉次郎、1939年4月21日公開 - 月岡治左衛門
- 『上海陸戦隊』 : 監督熊谷久虎、1939年5月20日公開 - 池田
- 『白蘭の歌 前篇』 : 監督渡辺邦男、1939年11月30日公開 - 移民村団長
- 『白蘭の歌 後篇』 : 監督渡辺邦男、1939年11月30日公開 - 移民村団長
- 『金語楼の親爺三重奏』 : 監督小国英雄、1939年12月13日公開 - 馬子
- 『化粧雪』 : 監督石田民三、1940年2月14日公開 - 守衛、75分尺で現存（NFC所蔵[11]）
- 『蛇姫様』 : 監督衣笠貞之助、1940年4月3日公開 - 清兵衛、127分尺で現存（NFC所蔵[12]）
- 『釣鐘草』（『乙女シリーズその二 花物語 釣鐘草』） : 監督石田民三、1940年7月2日公開 - 役名不明、36分・53分尺で現存（NFC所蔵[11]）
- 『続蛇姫様』 : 監督衣笠貞之助、1940年8月14日公開 - 清兵衛
- 『旅役者』 : 監督成瀬巳喜男、製作東宝映画京都撮影所、配給東宝映画、1940年12月18日公開 - 百姓、70分尺で現存（NFC所蔵[11]）
- 『親子鯨』 : 監督斎藤寅次郎、製作東宝映画京都撮影所、京都撮影所、配給東宝映画、1940年12月18日公開 - 小使、75分尺で現存（NFC所蔵[11]）
- 『なつかしの顔』 : 監督成瀬巳喜男、製作東宝映画京都撮影所、配給東宝映画、1941年1月22日公開 - 馬方
- 『暁の進発』 : 監督中川信夫、製作東宝映画京都撮影所、配給東宝映画、1941年1月24日公開 - 北村上等兵
- 『子宝夫婦』 : 監督斎藤寅次郎、1941年2月26日公開 - 職工A
- 『馬』 : 監督山本嘉次郎、製作東宝映画東京撮影所・映画科学研究所、配給東宝映画、1941年3月11日公開 - 組合の事務員
- 『人生は六十一から』 : 監督斎藤寅次郎、製作東宝映画東京撮影所・吉本興業、配給東宝映画、1941年4月22日公開 - 無料宿泊所管理人
- 『白鷺』 : 監督島津保次郎、1941年5月1日公開 - 紳士、99分尺で現存（NFC所蔵[12]）
- 『雲月の妹の歌』 : 監督石田民三、1941年5月14日公開 - 小使、85分尺で現存（NFC所蔵[11]）
- 『秀子の車掌さん』 : 監督成瀬巳喜男、製作南旺映画、配給東宝映画、1941年9月17日公開 - バス会社の客、51分尺で現存（NFC所蔵[11]）
- 『指導物語』 : 監督熊谷久虎、1941年10月4日公開 - 田舎駅の助役、111分尺で現存（NFC所蔵[11]）
- 『八十八年目の太陽』 : 監督滝沢英輔、1941年11月15日公開 - 造船部長、101分尺で現存（NFC所蔵[12]）
- 『若い先生』 : 監督佐藤武、1942年3月20日公開 - 父親

映画配給社配給
- 『水滸伝』 : 監督岡田敬、配給映画配給社、1942年7月2日公開 - 杜遷
- 『母は死なず』 : 監督成瀬巳喜男、配給映画配給社、1942年9月24日公開 - 職業紹介所係員、61分尺で現存（NFC所蔵[12]）
- 『ハワイ・マレー沖海戦』 : 監督山本嘉次郎、配給映画配給社、1942年12月3日公開 - 郵便集配人[13]（老郵便配達）、116分尺で現存（NFC所蔵[12]）
- 『伊那の勘太郎』（改題『伊那節仁義』） : 監督滝沢英輔、配給映画配給社、1943年1月3日公開 - 浪人、67分尺で現存（NFC所蔵[12]）
- 『愛の世界 山猫とみの話』 : 監督青柳信雄、配給映画配給社、1943年1月14日公開 - 村人石松

### 東宝
特筆以外すべて製作・配給は東宝である。特筆以外すべて「榊田敬二」名義である。
- 『おスミの持参金』 : 監督滝沢英輔、1947年9月2日公開
- 『女優』 : 監督衣笠貞之助、1947年12月9日公開、115分尺で現存（NFC所蔵[11]）
- 『空気の無くなる日』 : 監督伊東寿恵男、製作日本映画社、1947年製作・公開、51分尺で現存（NFC所蔵[12]）
- 『また逢う日まで』 : 監督今井正、1950年3月21日公開、110分尺で現存（NFC所蔵[11]）
- 『悲歌』 : 監督山本嘉次郎、製作映画芸術協会・東宝、配給東宝、1951年2月22日公開 - 旅篭宿主人
- 『哀愁の夜』 : 監督杉江敏男、1951年11月9日公開 - 楽屋番
- 『慶安秘帖』 : 監督千葉泰樹、1952年1月10日公開 - せむしの老人、106分尺で現存（NFC所蔵[12]）
- 『若い人』 : 監督市川崑、1952年7月8日公開 - 下宿の小父さん、70分尺で現存（NFC所蔵[11]）
- 『東京の恋人』 : 監督千葉泰樹、1952年7月15日公開、113分尺で現存（NFC所蔵[11]）
- 『生きる』 : 監督黒澤明、1952年10月9日公開 - 区画整理課受付職員[注釈 2]
- 『総理大臣の恋文』（ラブレター） : 監督斎藤寅次郎、1953年2月25日公開
- 『安五郎出世』 : 監督滝沢英輔、1953年4月22日公開
- 『愛情について』 : 監督千葉泰樹、1953年5月14日公開 - 爺や
- 『青色革命』 : 監督市川崑、1953年6月10日公開 - 小使、107分尺で現存（NFC所蔵[11]）
- 『太平洋の鷲』: 監督本多猪四郎、1953年10月21日公開 - 参謀[要出典][注釈 2]
- 『七人の侍』 : 監督黒澤明、1954年4月26日公開 - 伍作[14]、206分尺で現存（NFC所蔵[12]）
- ゴジラシリーズ
  - 『ゴジラ』 : 監督本多猪四郎、1954年11月3日公開 - 稲田（大戸島村長）[1][4]、96分尺で現存（NFC所蔵[12]）
  - 『ゴジラの逆襲』 : 監督小田基義、1954年4月24日公開 - 大阪防衛隊幹部[15][4]
  - 『キングコング対ゴジラ』 : 監督本多猪四郎、1962年8月11日公開 - ファロ島民[14][4]、つがるの乗客[4][注釈 2]
  - 『モスラ対ゴジラ』 : 監督本多猪四郎、1964年4月29日公開 - 長老の隣の原住民[2][4]、名古屋の通行人[4][注釈 2]
  - 『三大怪獣 地球最大の決戦』 :監督本多猪四郎、1964年12月20日公開 - 記者[4]、上野公園の野次馬[4]、横浜の避難民[注釈 2]
  - 『怪獣大戦争』 : 監督本多猪四郎、1965年12月19日公開 - 政府関係者[4][注釈 2]
  - 『怪獣総進撃』 : 監督本多猪四郎、1968年8月1日公開 - 国連科学委員会技師[4][注釈 2]
  - 『メカゴジラの逆襲』 : 監督本多猪四郎、1975年3月15日公開 - 写真の学者[4][注釈 2]
- 『透明人間』 : 監督小田基義、1954年12月29日公開 - 芝浦倉庫の守衛[16]
- 『泉へのみち』 : 監督筧正典、1955年3月8日公開
- 『33号車応答なし』 : 監督谷口千吉、1955年5月31日公開
- 『むッつり右門捕物帖 鬼面屋敷』 : 監督山本嘉次郎、1955年7月6日公開
- 『獣人雪男』 : 監督本多猪四郎、1955年8月14日公開 - 源さん[要出典]
- 『美しき母』 : 監督熊谷久虎、1955年12月4日公開 - 老爺
- 『若い樹』 : 監督本多猪四郎、1956年1月22日公開
- 『イカサマ紳士録』 : 監督田尻繁、1956年3月6日公開
  - 『続イカサマ紳士録 おとぼけ放射能』 : 監督田尻繁、1956年3月13日公開
- 『大暴れチャッチャ娘』 : 監督杉江敏男、1956年5月24日公開
- 『東京の人さようなら』 : 監督本多猪四郎、1956年6月28日公開 - 監視人
- 『鬼火』 : 監督千葉泰樹、1956年7月5日公開、46分尺で現存（NFC所蔵[12]）
- 『白夫人の妖恋』：監督豊田四郎、1956年7月5日公開 - 宋の民[要出典][注釈 2]
- 『空の大怪獣 ラドン』 : 監督本多猪四郎、1956年12月26日公開 - 炭坑夫・多平[13][14]、82分尺で現存（NFC所蔵[12]）
- 『おしどりの間』 : 監督木村恵吾、製作東京映画、配給東宝、1956年12月19日公開
- 『山と川のある町』 : 監督丸山誠治、1957年2月12日公開
- 『大番』 : 監督千葉泰樹、1957年3月5日公開 - 牛方
- 『夜の鴎』 : 監督佐分利信、1957年8月10日公開 - 木場の同業者
- 『東北の神武たち』 : 監督市川崑、1957年8月27日公開 - 常の父っさん、58分尺で現存（NFC所蔵[12]）
- 『どん底』 ：監督黒澤明、1957年9月17日公開 - 町人[注釈 2]
- 『青い山脈 新子の巻』 : 監督松林宗恵、1957年10月17日公開 - 百姓
- 『地球防衛軍』 : 監督本多猪四郎、1957年12月28日公開 - 防衛軍幹部[要出典][注釈 2]
- 変身人間シリーズ
  - 『美女と液体人間』 : 監督本多猪四郎、1958年6月24日公開 - 警視庁の老巡査[13][注釈 2]
  - 『電送人間』 : 監督福田純、1960年4月10日 - キャバレーの客[要出典][注釈 2]
  - 『ガス人間第一号』 : 監督本多猪四郎、1960年12月11日公開 - 留置場の看守1[13][14]（老看守[3]）
- 『大怪獣バラン』 : 監督本多猪四郎、1958年10月14日公開 - トラック運転手[要出典][注釈 2]
- 『裸の大将』 : 監督堀川弘通、1958年10月28日公開 - バスの乗客[注釈 2]
- 『密告者は誰か』 : 監督熊谷久虎、1958年11月18日公開 - るみ子の父親
- 『こだまは呼んでいる』 : 監督本多猪四郎、1959年1月22日公開、86分尺で現存（NFC所蔵[12]）
- 『私は貝になりたい』 : 監督堀川弘通、1959年4月12日公開 - 松田老人
- 『孫悟空』 : 監督山本嘉次郎、1959年4月19日公開
- 『サラリーマン出世太閤記 課長一番槍』 ：監督筧正典、1959年6月16日公開 - 百姓の男
- 『日本誕生』 ：監督稲垣浩、1959年11月01日公開 - 大和国の民[要出典][注釈 2]
- 『宇宙大戦争』 ：監督本多猪四郎、1959年12月26日公開 - 会議出席者[要出典][注釈 2]
- 『暗黒街の対決』 ：監督岡本喜八、1960年1月03日公開 - 青い猫の客[注釈 2]
- 『女が階段を上る時』 ：監督成瀬巳喜男、1960年1月15日公開 - 藤崎の見送り人[注釈 2]
- 『ハワイ・ミッドウェイ大海空戦 太平洋の嵐』 ：監督松林宗恵、1960年4月26日公開 - 村人[要出典][注釈 2]
- 『青い夜霧の挑戦状』 : 監督古沢憲吾、1961年3月12日公開 - 徳さん
- 『モスラ』 : 監督本多猪四郎、1961年7月30日公開 - 国立総合核センター所員[2][3][注釈 2]
- 『アワモリ君売出す』 ：監督古澤憲吾、1961年7月30日公開 - 豪農の男
- 『紅の海』 ：監督谷口千吉、1961年8月13日公開 - バスの観光客[注釈 2]
- 『新入社員十番勝負』 ：監督岩城英二、1961年9月12日公開 - 小使
- 『妖星ゴラス』 : 監督本多猪四郎、1962年3月21日公開 - 政府関係者[要出典][注釈 2]
- 『地方記者』 : 監督丸山誠治、1962年10月13日公開 - 岡田
- 『マタンゴ』 : 監督本多猪四郎、1963年8月11日公開 - クラブの給仕[要出典][注釈 2]
- 『海底軍艦』 ：監督本多猪四郎、1963年12月22日公開 - 三原山の登山客[要出典][注釈 2]
- 『乱れる』 : 監督成瀬巳喜男、1964年1月15日公開 - 列車の乗客[注釈 2]
- 『君も出世ができる』 : 監督須川栄三、1964年5月30日公開 - お茶漬け屋の従業員[注釈 2]
- 『天才詐欺師物語 狸の花道』 ：監督山本嘉次郎、1964年8月1日公開 - 老人
- 『宇宙大怪獣ドゴラ』 : 監督本多猪四郎、1964年8月11日公開 - 福岡の医師[要出典][注釈 2]
- 『フランケンシュタイン対地底怪獣』 : 監督本多猪四郎、1965年8月8日公開 - 病院事務職員[要出典][注釈 2]
- クレージー映画
  - 『大冒険』 ：監督古澤憲吾、1965年10月31日公開 - 記念パーティーの客[要出典][注釈 2]
  - 『クレージーの大爆発』 ：監督古澤憲吾、1969年4月27日公開 - 料亭の客[注釈 2]
  - 『日本一のヤクザ男』 : 監督古沢憲吾、製作東宝・渡辺プロダクション、配給東宝、1970年6月13日公開 - 父っつぁん（前野組組員）
- 『100発100中』 : 監督福田純、1965年12月5日公開 - 羽田空港の男[注釈 2]
- 『暴れ豪右衛門』 : 監督稲垣浩、1966年1月15日公開 - 三蔵、100分尺で現存（NFC所蔵[12]）
- 『奇巌城の冒険』 ：監督谷口千吉、1966年0月28日公開 - ペシルの民[注釈 2]
- 『フランケンシュタインの怪獣 サンダ対ガイラ』 : 監督本多猪四郎、1966年7月31日公開 - ビアガーデンの客/避難する村人（2役）[要出典][注釈 2]
- 『あこがれ』 : 監督恩地日出夫、1966年10月1日公開 - 老人
- 『お嫁においで』 : 監督本多猪四郎、1966年11月20日公開 - 通行人[注釈 2]
- 『佐々木小次郎』 : 監督稲垣浩、1967年4月1日公開、151分尺で現存（NFC所蔵[12]）
- 『100発100中 黄金の眼』 ：監督福田純、1968年3月16日公開 - ベイルートの男[注釈 2]
- 『首』 : 監督森谷司郎、1968年6月8日公開 - 蒼竜寺の住職、100分尺で現存（NFC所蔵[12]）
- 東宝8.15シリーズ
  - 『連合艦隊司令長官 山本五十六』 ： 監督丸山誠治、1968年8月14日公開 - 宴席の男/鹿児島湾の漁師/記者（3役）[要出典][注釈 2]
  - 『日本海大海戦』 ：監督丸山誠治、1969年8月13日公開 - 宮古島の住民[要出典][注釈 2]
  - 『激動の昭和史 軍閥』 ：監督堀川弘通、1970年8月11日公開 - 毎日新聞社記者[注釈 2]
  - 『激動の昭和史 沖縄決戦』 ：監督岡本喜八、1971年8月14日公開 - 渡辺中小の演説を聞く県民、県庁幹部（2役）[要出典][注釈 2]
- 『蝦夷館の決闘』 (1970年)
- 『人間革命』 : 監督舛田利雄、製作シナノ企画・東宝映像、配給東宝、1973年9月8日公開
- 『日本侠花伝』 : 監督加藤泰、1973年11月17日公開 - 老人
- 『ノストラダムスの大予言』 ：監督舛田利雄、配給東宝、1974年8月3日公開 - 討論会の聴衆[要出典][注釈 2]

### テレビドラマ
- 『桃太郎侍』 第3話「秘めたる過去」（1967年10月24日放映）
- 『大忠臣蔵』 : 監督土居通芳/村山三男/西山正輝/古川卓巳/丸輝夫、三船プロダクション/NET、1971年1月5日 - 同年12月28日放映
- 『流星人間ゾーン』第24話『針吹き恐獣ニードラーを倒せ』 : 監督本多猪四郎、東宝映像/萬年社、1973年9月10日放映 - 老人の死体
- 『日本沈没』 : 東宝映像/東京放送、1974年10月6日 - 1975年3月30日放映
  - 第5話『いま、島が沈む』 : 監督長野卓、1974年11月3日放映 - 南ヶ島島民
  - 第20話『沈みゆく北海道』 : 監督金谷稔、1975年2月16日放映 - いくの父